# 飯富村 (茨城県)
飯富村（いいとみむら）は茨城県東茨城郡にかつて存在した村である。

## 地理
- 現在の水戸市の北部に位置する。
- 村の東部は平地になっている。
- 村は那珂川の西岸に位置する。

## 歴史

### 村域の変遷
- 1889年（明治22年）4月1日 – 町村制施行により、飯富村・岩根村・藤井村が合併し東茨城郡飯富村が発足。
- 1955年（昭和30年）4月1日 - 山根村の一部（成沢）と合併し、改めて飯富村が発足。
- 1957年（昭和32年）6月1日 - 那珂郡国田村（上国井の一部を除く）とともに水戸市に編入され消滅。

変遷表
| 1868年 以前 | 1868年 以前 | 明治22年 4月1日 | 昭和30年 4月1日 | 昭和32年 6月1日 | 現在   |
| ----------- | ----------- | --------------- | --------------- | --------------- | ------ |
|             | 飯富村      | 飯富村          | 飯富村          | 水戸市 に編入   | 水戸市 |
|             | 岩根村      | 飯富村          | 飯富村          | 水戸市 に編入   | 水戸市 |
|             | 藤井村      | 飯富村          | 飯富村          | 水戸市 に編入   | 水戸市 |
|             | 成沢村      | 山根村 の一部   | 飯富村          | 水戸市 に編入   | 水戸市 |

## 大字
- 飯富（いいとみ）
- 岩根（いわね）
- 藤井（ふじい）
- 成沢（なるさわ）

## 人口・世帯

### 人口
総数 [単位： 人]
| 1891年（明治24年） | 2,369 |
| 1920年（大正 9年） | 2,612 |
| 1935年（昭和10年） | 2,859 |
| 1950年（昭和25年） | 3,601 |

### 世帯
総数 [単位： 世帯]
| 1920年（大正 9年） | 516 |
| 1935年（昭和10年） | 557 |
| 1950年（昭和25年） | 647 |

## 交通

### 鉄道
- 茨城交通
  - 茨城線（1968年6月16日に大学前－石塚間廃止）
    - 飯富駅 - 藤井駅